# Jan Boerman

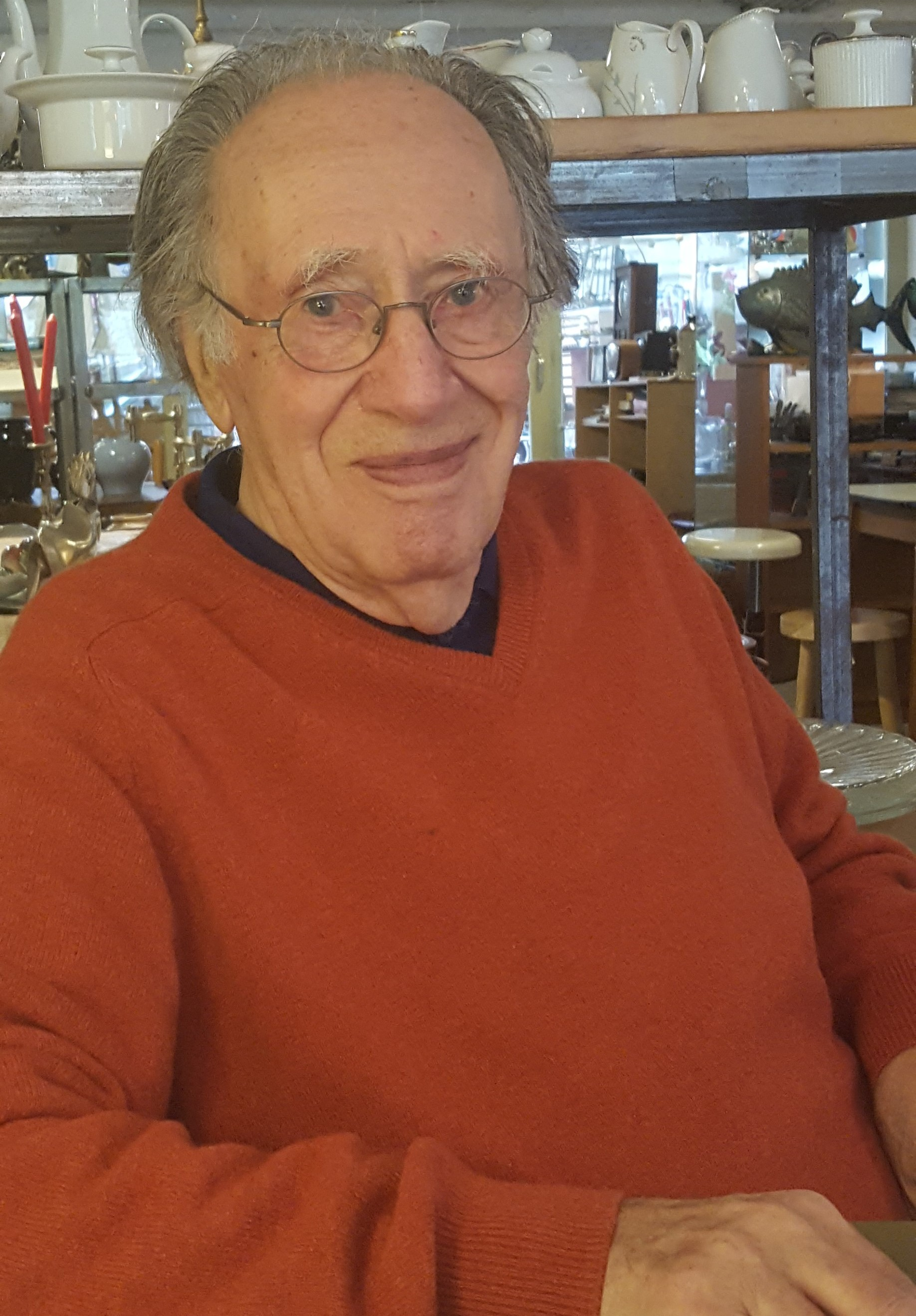
Jan Boerman

Jan Boerman (* 30. Juni 1923 in Den Haag/Provinz Zuid-Holland; † 25. Oktober 2020 in Den Haag) war ein niederländischer Pianist und Komponist. Neben Ton Bruynèl und Dick Raaijmakers gilt er als Pionier der elektronischen Musik in den Niederlanden.

## Leben
Boerman studierte am Koninklijk Conservatorium Den Haag Klavier bei Léon Orthel und Komposition bei Hendrik Andriessen Sein Interesse für elektronische Musik entstand durch seine Zusammenarbeit mit dem Choreographen Conrad van de Wetering für eine Ballett-Oper und führte ihn in der erste Studio für elektronische Musik der Niederlande an der Technischen Universität Delft, wo seine Musique Concrète entstand.
Später arbeitete er im Studio der Universität Utrecht, und 1963 gründete er mit Raaijmakers eines der ersten privaten Studios für elektronische Musik. Ab 1974 unterrichtete er am Koninklijk Conservatorium. Unter anderem studierten Barbara Woof und Sinta Wullur bei ihm. 1982 erhielt er den Matthijs Vermeulenprijs. Für die Komposition Vocalise 1994 wurde er 1997 mit dem Willem Pijper Prijs ausgezeichnet. Mit der CD-Box The Complete Tape Music of Jan Boerman gewann er im Folgejahr einen Edison Award. Seine letzte große Komposition Ruïne vollendete er 1997.